# Carlos Fonseca Amador
Carlos Fonseca Amador (23 de junho de 1936 — 8 de novembro de 1976) foi professor e bibliotecário, político e revolucionário  da Nicarágua, que fundou a Frente Sandinista de Libertação Nacional (FSLN). Fonseca foi morto mais tarde, nas montanhas da Nicarágua, três anos antes da FSLN tomar o poder. Era um atuante opositor dos Somozas e lutava junto com os camponeses, onde conhecia e admirava Sandino e sua resistência.
Três anos após sua morte em combate contra a ditadura de Anastasio Somoza Debayle (um dos filho do assassino de Sandino) o FSLN entra triunfante em Manágua no período final da ditadura da família Somoza. Ele recebeu postumamente o título de Herói Nacional da Nicarágua e Comandante em Chefe da Revolução Popular Sandinista.